# Mistænkt (film fra 1918)
 For alternative betydninger, se Mistænkt. (Se også artikler, som begynder med Mistænkt)
Mistænkt er en amerikansk stumfilm fra 1918 af Will S. Davis.

## Medvirkende
- Francis X. Bushman - Gerry Simpson
- Beverly Bayne - Virginia Blake
- Eva Gordon - Alice Woolworth
- Hugh Jeffrey - Rogers
- Frank Montgomery - Sweeney